# Lozove, Velîka Oleksandrivka
Lozove (în ucraineană Лозове) este un sat în comuna Blahodativka din raionul Velîka Oleksandrivka, regiunea Herson, Ucraina.

## Demografie
Componența lingvistică a localității Lozove
     Ucraineană (88,24%)
     Rusă (11,76%)
Conform recensământului din 2001, majoritatea populației localității Lozove era vorbitoare de ucraineană (88,24%), existând în minoritate și vorbitori de rusă (11,76%).